# Tillandsia multiflora
Tillandsia multiflora là một loài thực vật có hoa trong họ Bromeliaceae. Loài này được Benth. miêu tả khoa học đầu tiên năm 1846.